# Saint-Laurent-de-Muret
Saint-Laurent-de-Muret (okcitán nyelven Sant Laurenç de Muret) község Franciaország déli részén, Lozère megyében. 2011-ben 181 lakosa volt.

## Fekvése
Saint-Laurent-de-Muret az Aubrac-hegység délkeleti peremén fekszik, 1160 méteres (a községterület 976-1381 méteres) tengerszint feletti magasságban, Marvejols-tól 11 km-re északnyugatra az 1324 m magas Pic de Mus déli lábánál. A község területén emelkedő vulkáni kúpok (truc) még a Truc de Muret (1 244 m) és a Tournelle (1 208 m). A falutól nyugatra két táblahegy (mesa) magasodik: Mesa de Rabios (1 353 m) és Mesa du Faltre (1 381 m); utóbbi egyben a község legmagasabb pontja. A község területének 15%-át (677 hektár) erdő borítja.
Nyugatról Marchastel, északról Prinsuéjols és Le Buisson, keletről Antrenas, délről Chirac, délnyugatról pedig Les Salces községekkel határos. Nyugati határát a Bès-folyó, déli határát a Biourière alkotja.
A falut érinti a Marvejolst Nasbinals-lal (19 km) összekötő D900-as megyei út.
A községhez tartozik Le Faltre, Chaldecoste, Taupinet, La Blatte, Sinières-Planes, Vergnecroze, Le Cornage, Chantegrenouille, Bonalbert és Le Mas.

## Története
A település a történelmi Gévaudan tartományban fekszik, 1380 előtt a Canilhaci, majd a Peyre-i bárósághoz tartozott. Egyházközségét 1424-ben V. Márton pápa a marvejols-i káptalannak adományozta. Területén három feudális uradalom is létezett: Saint-Laurent, Chailar és Mazel. 1794-ben kivégezték a falu esküt megtagadó káplánját, Emmanuel Delzerst.

### Demográfia
| Év   | Lakosság |
| ---- | -------- |
| 1793 | 600      |
| 1851 | 590      |
| 1876 | 671      |
| 1901 | 616      |
| 1936 | 603      |

| Év   | Lakosság |
| ---- | -------- |
| 1946 | 571      |
| 1954 | 332      |
| 1962 | 304      |
| 1968 | 227      |

| Év   | Lakosság |
| ---- | -------- |
| 1975 | 218      |
| 1982 | 188      |
| 1990 | 182      |
| 1999 | 164      |
| 2010 | 177      |

## Nevezetességei
- Temploma 1876-ban épült.
- A Notre-Dame-de-la-Montagne szobra a Pic de Mus csúcsán (régi zarándokhely).
- La Blatte hídja a 16. századból származik.
- A község területén 12 kereszt található:[4]
  - Croix de Bonnal (gránit)
  - Temetővel szemben álló kereszt (1822)
  - Croix de Carrefour (1901)
  - A falu nyugati szélén álló gránitkereszt (1700)
  - Croix de la Faysse (1816)
  - Croix de Cornage (1861, gránit)
  - Croix de Muret (1832, gránit)
  - Croix de la Blatte
  - Croix du Riou (1870, gránit)
  - Taupinet régi keresztje (1650, homokkő)
  - Taupinet új keresztje (19. század, gránit)
  - Útmenti kereszt Chaldecoste közelében

## Képtár

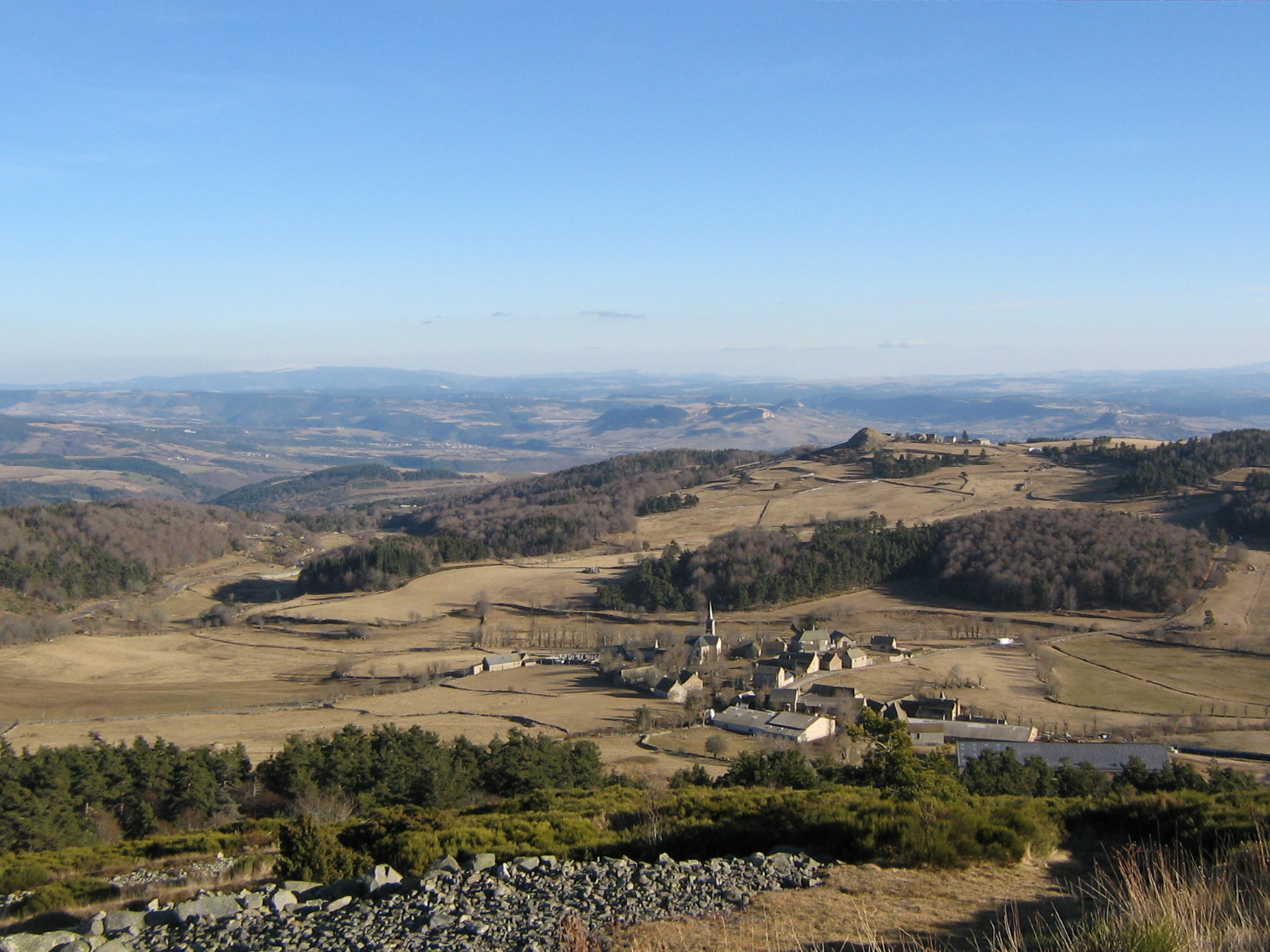
Saint-Laurent-de-Muret látképe
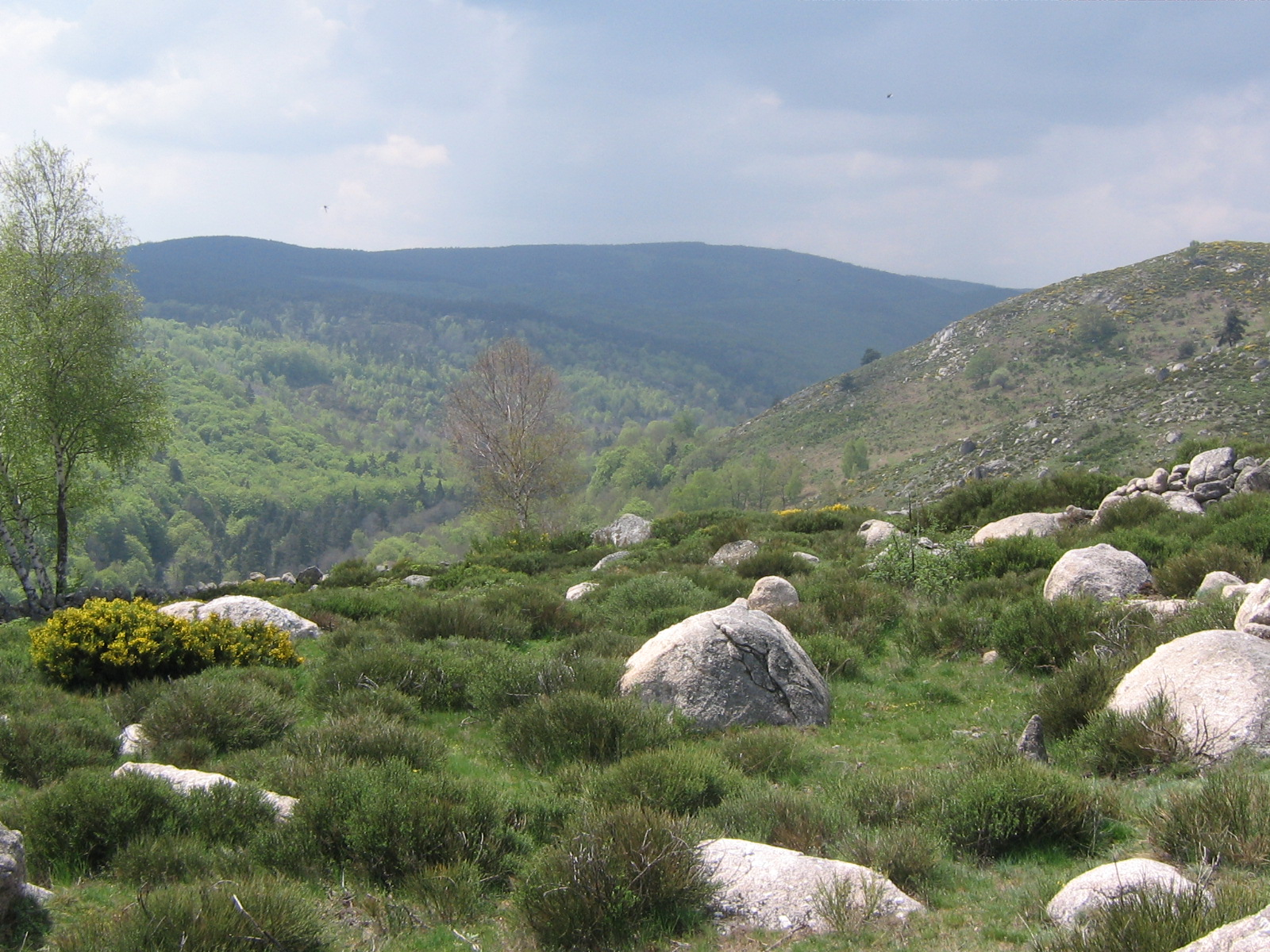
Tájkép Saint-Laurent-de-Muret környékén
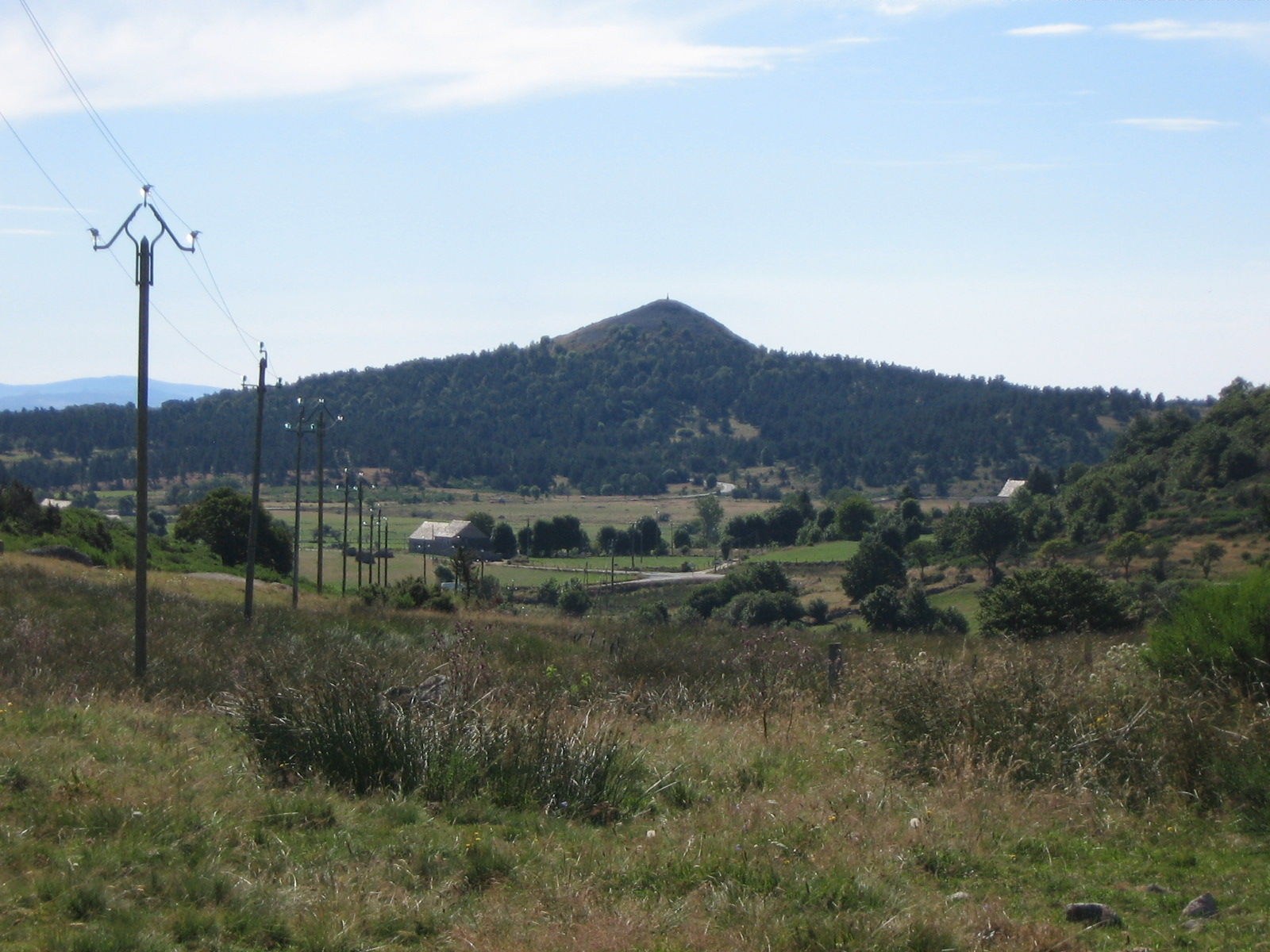
A Pic de Mus látképe északnyugat (Sinières-Planes) felől
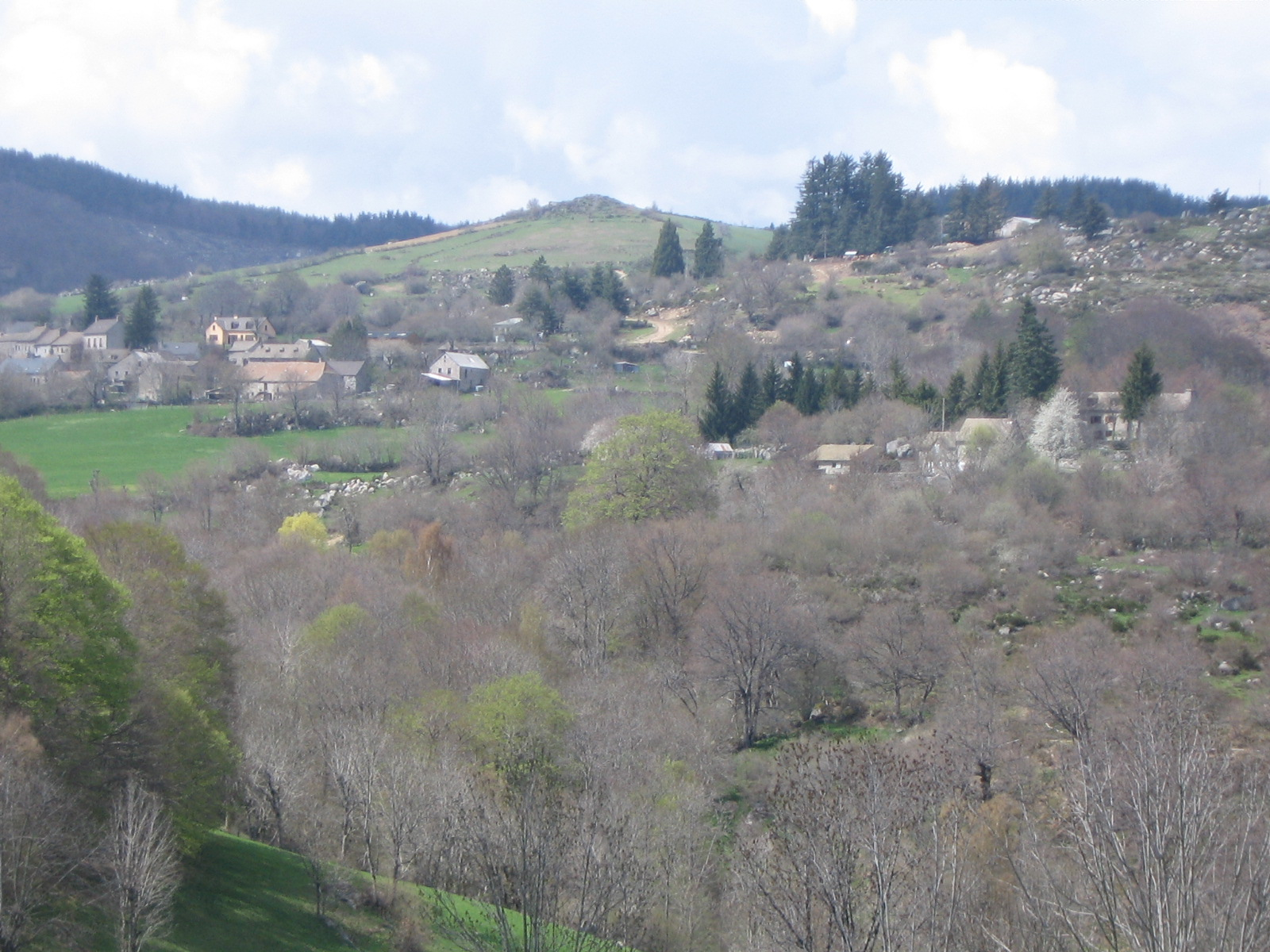
Le Mas látképe
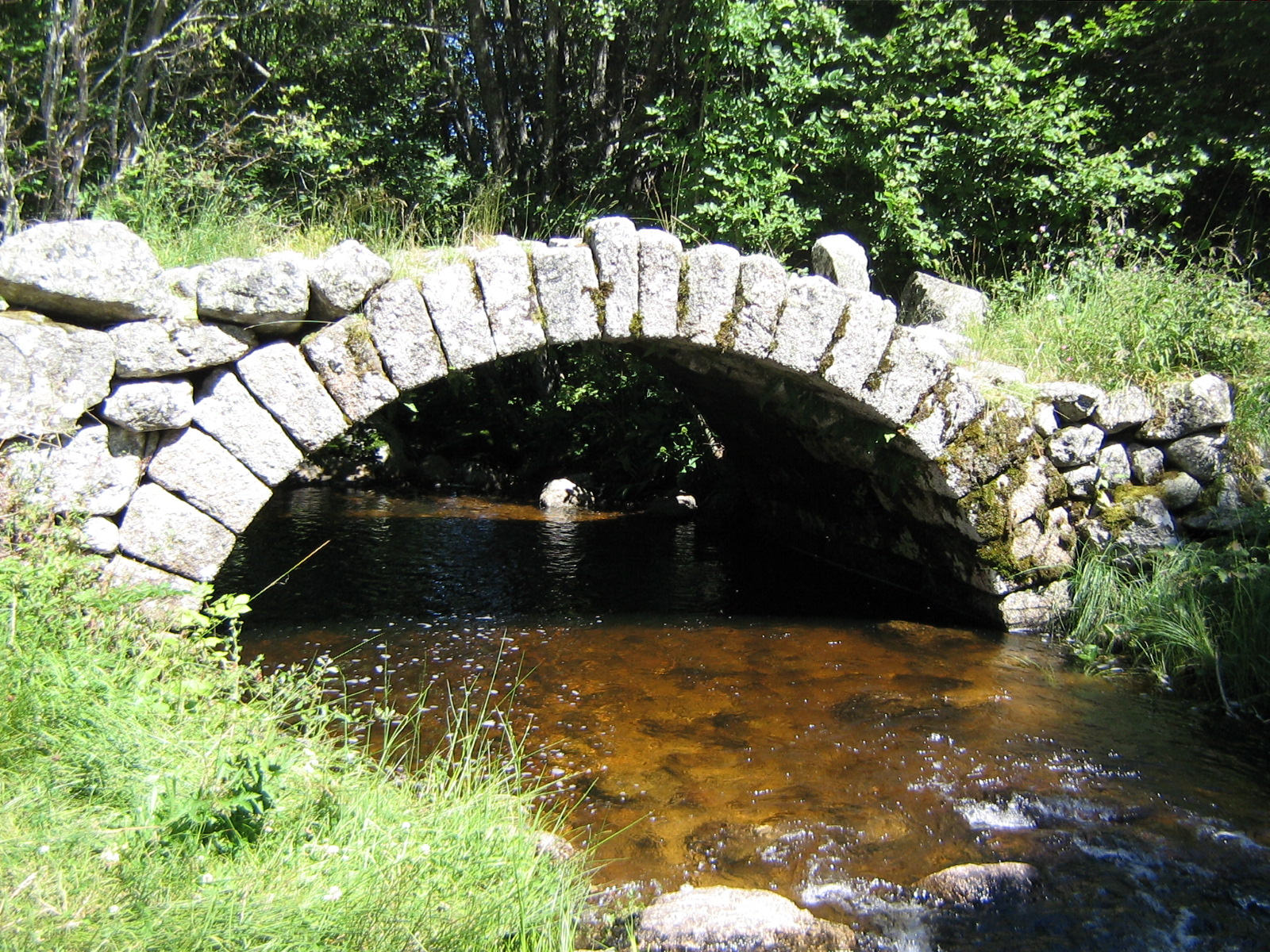
Régi híd La Blattenál
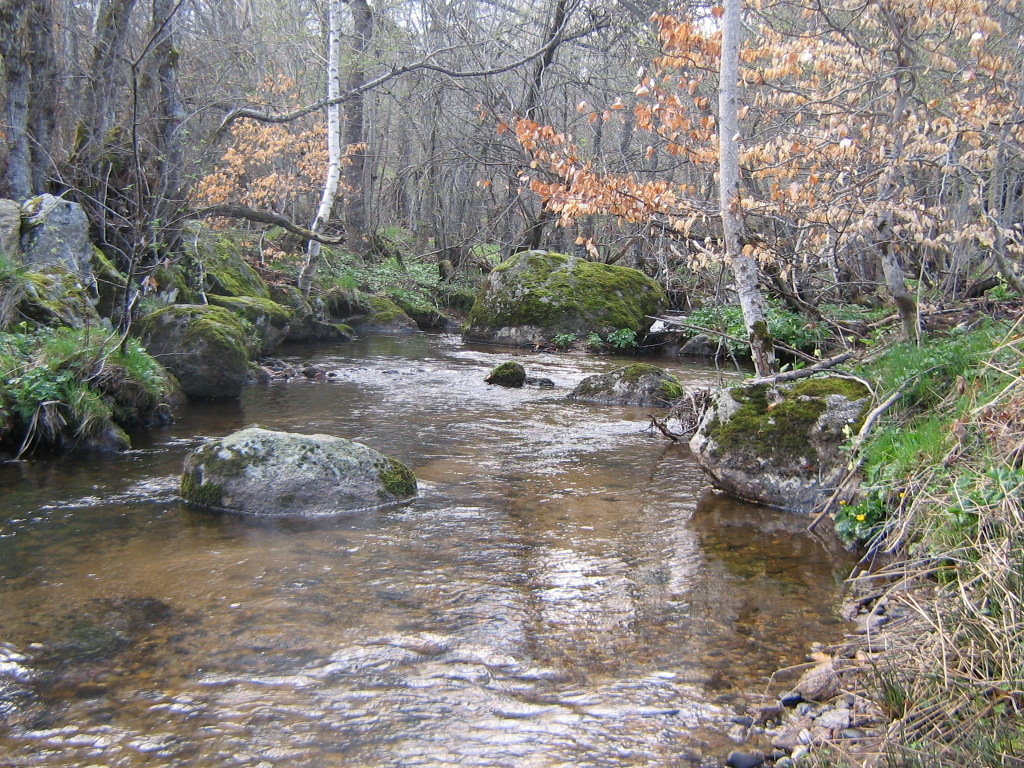
A Piou-patak Le Mas közelében
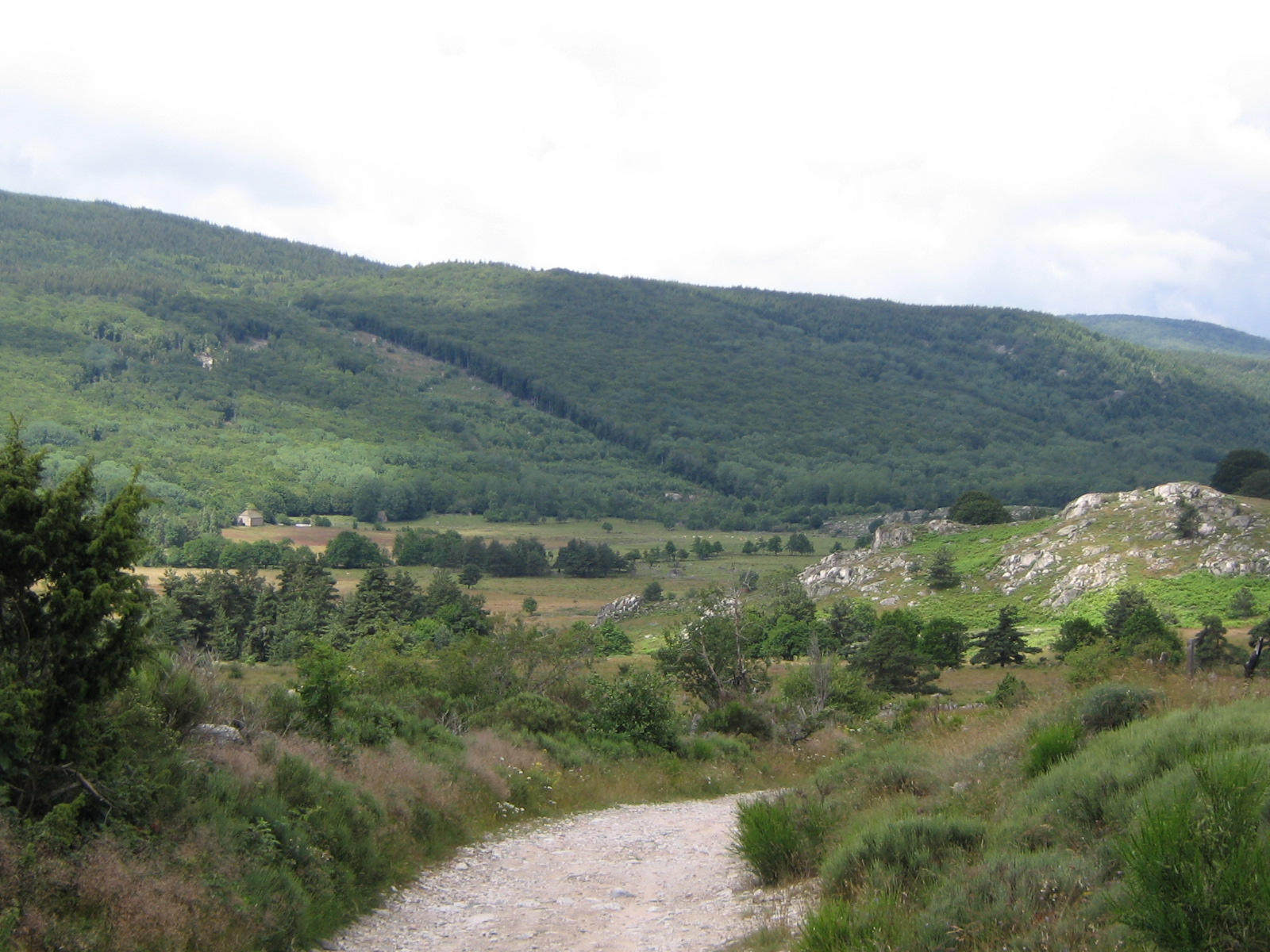
A Biourière völgye a község déli határán

## Híres emberek
- Jean Rustique író a faluban született.

## Kapcsolódó szócikk
- Lozère megye községei